# 内江北站
内江北站，位于中国四川省内江市东兴区东兴街道红庙村，是成渝客运专线上唯一的大型折返站。内江北站于2013年10月25日动工，2015年12月26日启用营运，站房面积11,932平方米，在造型设计上以“挥洒大千”为主题，站前广场约两万平方米，地面瓷板画也借鉴了张大千的《长江万里图》画作，并建有搭乘电梯的下沉式广场。站台规模为6台13线。由成都铁路局管辖。
内江市的118、206、212、319等4条公交车线路进驻内江北站。

## 車站周邊
- 内江市东兴区人民医院
- 中国建设银行内江分行金山城储蓄所
- 内江三中
- 艺海文化艺术培训中心
- 中国邮政储蓄银行兴盛路支行

## 外部連結
- 中国铁路客户服务中心（页面存档备份，存于）